# Анна Гелен Крофтс
Анастасія (Анна) Гелен Крофтс (англ. Anastasia (Anna) Helen Crofts; 22 грудня 1889, Норт-Адамс — 13 квітня 1975) — американська письменниця, поетеса і викладачка, дописувачка різноманітних аматорських літературних часописів. Найбільш відома своєю співпрацею з Говардом Лавкрафтом, разом з яким створила оповідання «Поезія та боги» (Лавкрафт фігурував під псевдонімом Генрі Паже-Лов), написане влітку 1920 року й опубліковане того ж року в часописі United Amateur).